# Japyx texanus
Japyx texanus är en urinsektsart som beskrevs av Hansen 1900. Japyx texanus ingår i släktet Japyx och familjen Japygidae. Inga underarter finns listade i Catalogue of Life.